# Feo Aladag
Feo Aladag (Viena, 13 de gener de 1972) és una actriu, guionista, productora i directora de cinema austríaca. Va començar treballant com a actriu en diferents pel·lícules, curtmetratges i sèries de televisió. Va dirigir anuncis per Amnistia Internacional i l'any 2010 va fer el seu primer llargmetratge, L'estranya, guanyadora del Premi LUX del Parlament Europeu. Com a guionista, va començar a escriure l'any 1998, incloent episodis de la sèrie alemanya Tatort.
Va crear amb el seu exmarit, Zueli Aladag, la productora Independent Artists Filmproduktion.

## Filmografia
- 2014. Zwischen Welten (productora, guionista, directora)
- 2010. L'estranya (productora, guionista, directora)
- 2007. Meine schöne Bescherung (actriu)
- 2006. Lucy (actriu)
- 2004. Co/Ma. (actriu)